# Другі Вурманкаси (Друговурманкасинське сільське поселення)
Другі Вурманка́си (рос. Вторые Вурманкасы, чув. Вăрманкас Кĕçтемĕр) — присілок у складі Цівільського району Чувашії, Росія. Адміністративний центр Друговурманкасинського сільського поселення.
Населення — 737 осіб (2010; 825 у 2002).
Національний склад:
- чуваші — 95 %

Стара назва — Вурманкаси 2-і.